# 猫儿山 (三明市)
猫儿山位于福建省三明市泰宁县的大金湖畔，海拔516米，因其山形酷似一只蹲坐的猫而得名，附近建有猫儿山国家森林公园，以及泰宁世界地质公园。